# Toširó Jamabe
Toširó Jamabe (japonsky: 山部 俊郎, Hepburnův přepis: Yamabe Toshiro, narozen 31. července 1926) byl profesionální hráč go.

## Život
Toširó byl od roku 1941 studentem Mukai Kazua. V tomtéž roce se stal profesionálem a 9. dan získal v roce 1969.

## Povýšení
| Titul  | Rok  | Poznámky |
| ------ | ---- | -------- |
| 1. dan | 1941 |          |
| 2. dan | 1942 |          |
| 3. dan | 1943 |          |
| 4. dan | 1945 |          |
| 5. dan | 1949 |          |
| 6. dan | 1951 |          |
| 7. dan | 1954 |          |
| 8. dan | 1957 |          |
| 9. dan | 1969 |          |

## Tituly
| Titul               | Rok        |
| ------------------- | ---------- |
| Honinbó             | 1965       |
| Tengen              | 1980       |
| Óza                 | 1959       |
| Hajago Championship | 1977, 1981 |
| Igo Senšuken        | 1965       |